# Classe Gal
La classe Gal (גל) è una classe di sottomarini a propulsione diesel-elettrica che fu costruita dalla Vickers Shipbuilding and Engineering Ltd presso i cantieri navali di Barrow-in-Furness nel Regno Unito su commissione del Corpo navale israeliano modificando secondo le specifiche richieste dalla committenza il progetto tedesco della Classe 205.

## Storia
La Gal fu la prima classe di sottomarini appositamente progettata per la marina israeliana, e rappresenta una decisiva innovazione rispetto alle unità precedenti. Fino ad allora le unità messe in servizio dal Corpo navale israeliano erano unità di seconda mano opportunamente modificate e modernizzate.
Varate nel corso degli anni settanta le tre unità della quale era composta la classe Gal furono sottoposte a costanti innovazioni. Progettate per operare prevalentemente in acque poco profonde, furono dotate di uno scafo composto da acciaio diamagnetico che rende difficoltosa la loro localizzazione e protegge l'unità dalle mine ad interferenza magnetica.
Dopo l'acquisizione delle nuove unità della classe Dolphin le tre unità della classe Gal furono poste in riserva. Una unità venne demolita mentre le altre due furono nuovamente modernizzate in modo marginale presso i cantieri navali Howaldtswerke per potere operare in caso di necessità. A partire dal 2007 circa anche le restanti due unità vennero radiate dal servizio e il 11 ottobre 2007 l'unita INS Gal venne consegnata al museo della marina militare israeliana ad Haifa dove si trova tuttora esposta. Il destino finale della restante terza unità è invece ancora incerto.

## Unità
- INS Gal (ebraico: "Onda") varata 12/1976
- INS Tanin (ebraico: "Drago") varata 7/1977
- INS Rahav  (figura biblica) varata 12/1977

Tutte le unità sono state radiate dal servizio attivo e sono state smantellate, trasformate in navi museo o sono in attesa di una decisione riguardo al loro destino finale.
Per quanto riguarda i nomi dati alle unità, eccezione fatta per l'unità capoclasse Gal che in ebraico significa onda, tutte le restanti unità portano nomi con significati religiosi che furono tratti dal Libro di Isaia.